# Representação mental
Uma representação mental, representação cognitiva ou, ainda, representação psíquica, na filosofia da mente, psicologia cognitiva, neurociência e ciência cognitiva, é um símbolo cognitivo interno hipotético que representa a realidade externa, ou então um processo mental que faz uso de um símbolo; "um sistema formal para fazer explícitas determinadas entidades ou tipos de informação, juntamente com uma especificação de como o sistema faz isso." Apesar do uso difundido em diferentes modelos que têm como unidade básica o indivíduo, existem limitações epistêmicas concernindo seu uso.
Uma representação mental também é entendida como o processo pelo qual o ser humano cria na mente um modelo do mundo real ou um estado mental. Baseia-se na imagética mental e é a unidade básica do pensamento, isto é, o poder de pensar e imaginar o conceito sem ele estar presente. Através da representação mental o sujeito organiza o seu conhecimento. Ela está relacionada com nossa experiência de vida e esta está relacionada com nossa cultura. Cada um vai representar liberdade, por exemplo, de uma forma diferente, a partir do que aprendeu durante a vida e de seus conceitos sobre o que é liberdade. 
Sem representação mental não há memória. 

## Teorias
Portanto, várias teorias foram elaboradas para explicar sob que formato poder-se-iam criar as representações mentais. 
- Segundo a hipótese do código dual de Paivio (1969), existem dois códigos mentais separados para representar o conhecimento: um trabalha com a semântica e outro com a analógica.
- John Anderson e Gordon Bower (1973) apresentaram uma teoria alternativa para representação do conhecimento denominada hipótese proposicional que sugere que tanto as palavras quanto as imagens são codificadas e armazenadas como proposições. Para entender uma proposição realiza-se o cálculo de predicado (um elemento relacionando dois argumentos).
- Baseados numa modificação da concepção do código dual, Rumelhart e Norman (1988) defenderam a hipótese da equivalência funcional que sugere que quando vemos um objeto, por exemplo, e depois pensamos nele, ativamos a mesma área do cérebro.
- Para Cohen (1983), os conhecimentos procedurais são aqueles que por serem tão executados acabam se tornando automatizados e difíceis de serem verbalizados. O conhecimento procedural tem um passado declarativo que com o tempo se automatizou, por isso se torna tão complicado dizer, por exemplo, como dirigir um carro ou como amarrar os sapatos.
- Segundo Tulvin (1983), os conhecimentos declarativos são aqueles que podem ser verbalizados, são fatos que podem ser declarados, como por exemplo a data de um certo acontecimento em nossa vida.

## Modelo Alternativo
Um modelo alternativo para representação declarativa é uma rede semântica a qual é  um conjunto de elementos interconectados, denominados nós, que representam conceitos ligados em relações a outros nós da rede. Existem diferentes tipos de conhecimentos declarativos que podem se distinguir por alguns fatores. A representação analógica preserva as características físicas do objeto ou evento que a pessoa deseja representar mentalmente, ou seja, conserva características sensoriais perceptivas ao preservar cor, tamanho, forma... As representações episódicas são autobiográficas, isto é, particulares, como por exemplo lembrar da primeira vez em que fomos à escola. A representação semântica necessita de um código, ou seja, temos que conhecer o símbolo para identificar a informação. Por exemplo a palavra carro é um representação simbólica que, para transmitir essa informação, utiliza símbolos arbitrários que exigem uma certa aplicação de regras. 
Os modelos mentais são mapas conceituais que criamos através de nossa experiência de vida para não termos que enfrentar todos eventos de nossas vidas como se fosse a primeira vez. Em outra palavras, seria a construção de uma ideia a partir de um conhecimento prévio (esta função corresponde a qualquer representação mental).